# Castello di Pentefur
Il castello Pentefur si trova su uno dei due colli su cui sorge l'abitato di Savoca, comune italiano della città metropolitana di Messina, in Sicilia.

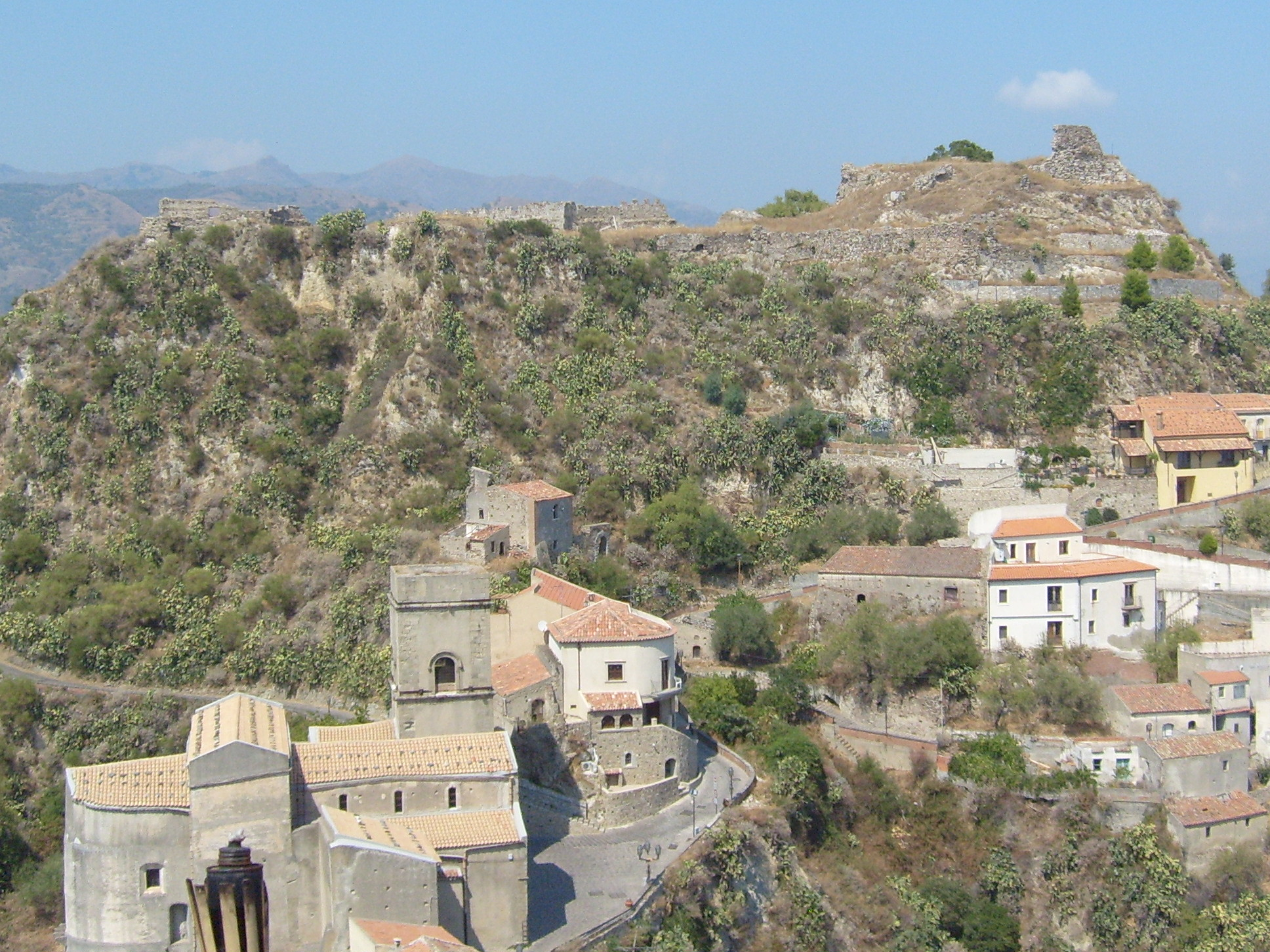
Le rovine del Castello di Pentefur che dominano l'abitato di Savoca

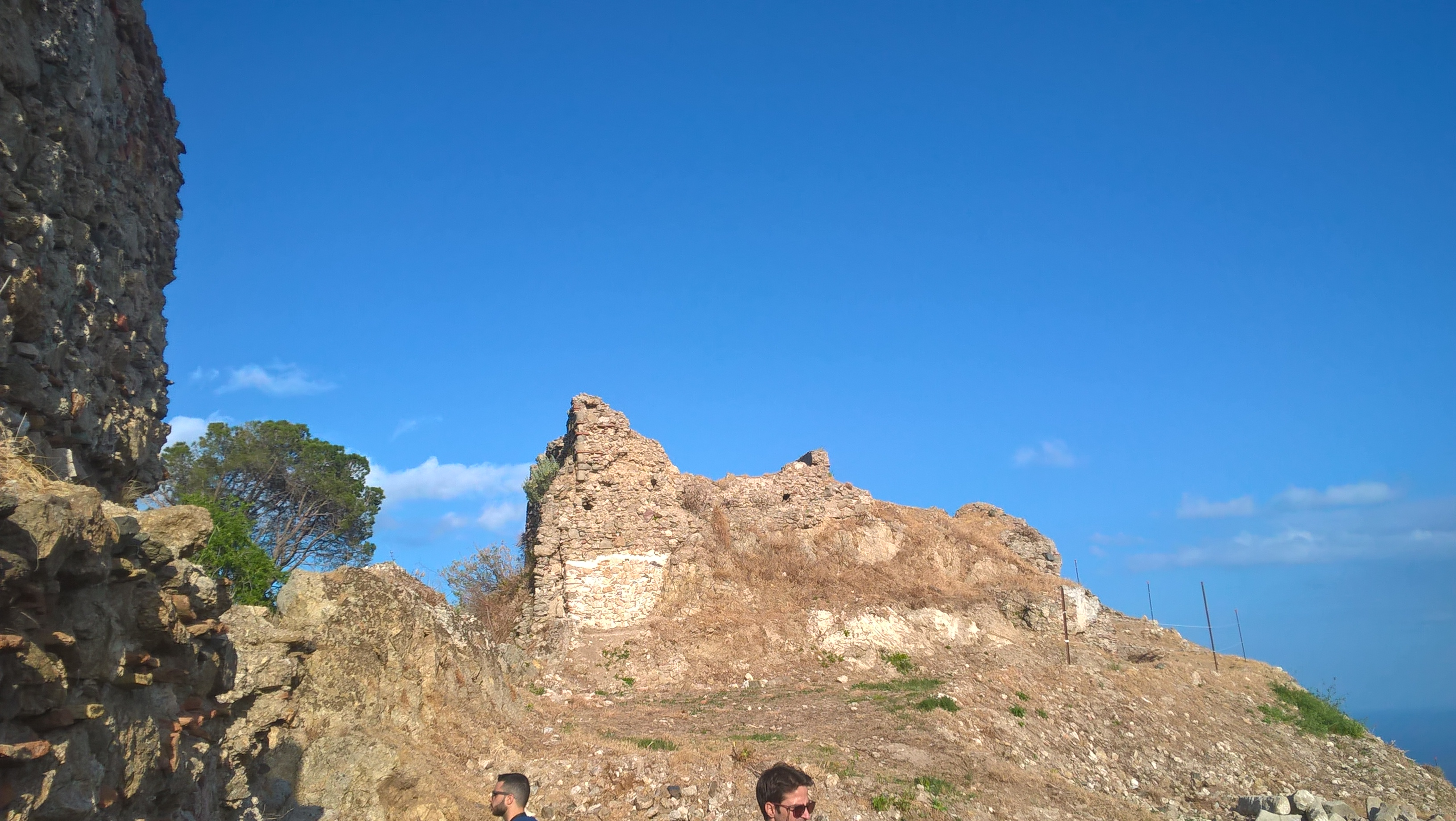
Rovine del Mastio

## Storia
Il maniero occupa il pianoro sulla sommità dell'omonimo colle; edificato in posizione strategico-difensiva, ha la base di forma trapezoidale. È ridotto ormai a pochi ruderi, consistenti in ampi tratti della cinta muraria merlata (merli guelfi) e dotata di feritoie, in alcune cisterne e nei resti di un mastio quadrangolare. Detto mastio era a due elevazioni, su un'area di 350 m², sito nella parte più alta del pianoro, al suo interno sono ancora visibili le tracce di una ripartizione in diversi ambienti. Risulta riconoscibile l'area riservata alla cucina, grazie al ritrovamento di gusci di frutti di mare e di resti di ossa di animali macellati. Sono ancora visibili tracce di varie pavimentazioni risalenti a diverse epoche che vanno dal VII al XVII secolo.
Potrebbe essere stato eretto su un precedente centro abitato fortificato di epoca tardo-romana o bizantina.
Secondo un'antica leggenda medievale, venne edificato dai leggendari e misteriosi Pentefur: cinque ladroni evasi dal carcere di Taormina che lì stabilirono il loro nascondiglio dal quale condurre scorrerie per le contrade vicine.
Tuttavia, il toponimo "Pentefur" deriverebbe da "πέντε - pente" = cinque e "φυλή - fulè" = quartiere, quindi cinque quartieri, per il fatto che l'originario abitato di Savoca, in epoca bizantina era ripartito in cinque quartieri. 
A partire dal IX secolo, il castello fu frequentato e riadattato, lo dimostra la tecnica costruttiva (di influenza araba) delle cisterne presenti al suo interno.
L'attuale struttura è una riedificazione del XII secolo, voluta dal Re Ruggero II di Sicilia, diventata residenza estiva dell'Archimandrita di Messina, signore feudale della Baronia di Savoca. 
L'Archimandrita messinese trascorreva, assieme alla sua corte, i mesi estivi dell'anno all'interno del Castello Pentefur, che era provvisto anche di una cappella, l'attuale Chiesa di San Michele.
Nel 1355, Re Federico IV di Sicilia lo proclamò Castello Regio, mantenendo tale status per circa mezzo secolo. Venne infatti sottratto al controllo dell'Archimandrita e attribuito al militare messinese Guglielmo Rosso conte d'Aidone. Fu lo stesso re Federico IV, il 30 novembre 1355, ad imporre ai sindaci di Savoca ed all'Archimandrita Teodoro di giurare fedeltà al nuovo Capitano del Castello. L'anno successivo, vi si rifugiò lo Strategoto messinese Arrigo Rosso Conte d'Aidone (fratello di Guglielmo) scampato all'eccidio di Messina. Sempre nel 1356, il re assegnò il castello al nobile messinese Federico di Giordano. Nel 1385, fu nominato "Castellano di Savoca"  Tommaso Crisafi da Messina. 
Nel 1386, essendo uscito dal novero dei "Castelli Regi", il maniero tornò definitivamente sotto il controllo degli Archimandriti messinesi con Paolo III di Notarleone. Al 1396 risalgono alcune notizie (contenute in alcuni documenti originali recuperati dallo storico locale prof. Angelo Cascio) riguardanti la castellania di Tommaso Crisafi e la mala gestio di costui e di alcuni suoi collaboratori: fu lo stesso Re di Sicilia Martino I a intimare al Crisafi la restituzione di un'ingente somma di denaro (260 once d'oro) ingiustamente e indebitamente sottratte all'Archimandrita messinese.
Nel trentennio 1421-1450, l'Archimandrita Luca IV de Bufalis, reputando Savoca più salubre di Messina, vi si trasferì stabilmente accompagnato da tutta la sua corte.
Nel 1480, venne restaurato dall'Archimandrita Leonzio II Crisafi.
Nel 1631, venne sontuosamente abbellito e ingrandito a spese dell'Archimandrita Diego de Requiensez; detto intervento è citato da Vito Amico, il quale riferisce che il castello venne "rifatto in maggior circuito e più magnifica forma".
Oltre a fungere da residenza archimandritale, nel castello era presente costantemente una guarnigione militare; da qui partivano gli ordini e le direttive indirizzate a tutti i fortini e le torri di vedetta disseminate sul litorale e che facevano parte del sistema di avviso delle Torri costiere della Sicilia, costruite su indicazione dell'architetto fiorentino Camillo Camilliani, ove oggi sorgono i comuni di Santa Teresa di Riva, Furci Siculo e Roccalumera. È stato per secoli il centro del potere a Savoca, poi, pian piano perse d'importanza.
Alla fine del XVII secolo subì gravi danni a causa del terremoto del 1693, sicché in prosieguo fu poco frequentato dalla Corte Archimandritale, che preferiva risiedere a Messina o a Roma.
Anche il terremoto del 1783 apportò nuovi danni e rovine a questo antico manufatto che venne abbandonato ed andò in rovina per sempre. Da allora, vaste porzioni del Castello Pentefur vennero letteralmente smontate dai savocesi, che per decenni utilizzarono le sue pietre per edificare le loro case. In base a quanto risulta da antiche cronache, il sito del Castello Pentefur, oltre alle mura fuori terra, racchiuderebbe nel sottosuolo consistenti testimonianze archeologiche di epoca romana, bizantina e araba. Da alcuni anni sono stati intrapresi lavori per assicurare l'accesso e la fruizione pubblica guidata del sito, a cura della famiglia Nicòtina che ne è proprietaria dal 1885.

## Elenco dei Signori feudali di Savoca e Signori del Castello di Pentefur (1134-1812)
- 1134-1149, san Luca I di Messina, Abate Basiliano
- 1149-1158, Luca II, Abate
- 1158-1165, Onofrio I, Abate
- 1165-1168, Niceforo, Abate
- 1168-1184, Onofrio II, Abate.
- 1184-1190, Ninfo I
- 1190-1202, Leonzio I, Abate
- 1202-1219, Luca III Abate
- 1219-1223, Ninfo II
- 1224-1233, Macario
- 1233-1239, Ninfo III Abate
- 1239-1248, Paolo I
- 1248-1249, Paolo II
- 1250-1255, Pafnuzio
- 1256-1259, Giacomo I
- 1259-1261, Teofimo
- 1261-1266, Eutimio, Abate
- 1266-1282, Isacco
- 1282-1290, Giacomo II, Abate.
- 1291- ?    Barnaba
- 1313-1345, Ninfo IV, Abate
- 1345-1355, Teodorico il semplice, Abate.

Tra il 1355 ed il 1386, la cittadina di Savoca e il suo Castello passano sotto il diretto controllo della Corona di Sicilia che lo esercita tramite militari; gli Archimandriti messinesi non esercitano alcun potere politico.
- 1355-1356, Guglielmo Rosso d'Aidone, Capitano di guerra
- 1356-1385, Federico di Giordano, Capitano di guerra.
  - 1357, Pietro Markisio, vice-capitano di guerra.
- 1385-1386, Tommaso Crisafi, Capitano di guerra.
- 1386, Federico Spadafora, Capitano di guerra

Il Castello non è più "Regio" e torna definitivamente in mano agli Archimandriti.
- 1386-1415, Paolo III di Notarleone (Archimandrita)
- 1415-1421, Fr. Onofrio III de Bufalis
- 1421-1450, Fr. Luca IV de Bufalis
- 1450-1456, Fr. Paolo V de Bufalis
- 1456-1465, Card. Basilio Bessarione da Trebisonda
- 1465-1468 Fr. Pietro Vitali
- 1468-1503, Leonzio II Crisafi
- 1503-1510, Alfonso d'Aragona
- 1510-1530, Card. Andrea della Valle
- 1530-1555, Annibale Spadafora
- 1555-1561, Giovanni Andrea Mercurio
- 1561-1564,  Garzia del Naro
- 1564-1585, Lorenzo Teodoli
- 1585-1591, Francesco I del Pozzo
- 1591-1599, Nicolò Stizzìa
- 1599-1620, Felice Novello
- 1620-1628, Fr. Ludovico Agliaga
- 1628-1647, Diego de Requiesenz
- 1647-1650, Francesco II Gisulfo e Osorio
- 1650-1682, Card. Federico Sforza
- 1682-1685, Card. Paolo Savelli
- 1685-1695, Placido Di Giovanni
- 1695-1703, Pietro Filippo de Belis
- 1703-1724, Ascanio Gonzaga
- 1724-1756, Card. Silvio Valenti Gonzaga
- 1757-1792, Giovanni de Gregorio
- 1793-1807, Emanuele I Colonna Branciforte
- 1807-1812, Emmanuele II De Gregorio